# NGC 7276
NGC 7276 (другие обозначения — PGC 68773, MCG 6-49-14, ZWG 514.25, NPM1G +35.0459) — эллиптическая галактика (E) в созвездии Ящерица.
Этот объект входит в число перечисленных в оригинальной редакции «Нового общего каталога».
В галактике вспыхнула сверхновая SN 2013hq типа Ia, её пиковая видимая звездная величина составила 17,1.